# UK Open 2024
Die Ladbrokes UK Open 2024 war ein Ranglistenturnier im Dartsport und wurde vom 1. bis zum 3. März 2024 zum 22. Mal von der Professional Darts Corporation (PDC) veranstaltet. Das Turnier wurde wie in den vergangenen Jahren im Butlin’s Resort im englischen Minehead ausgetragen. Titelverteidiger war der Engländer Andrew Gilding. Sieger wurde mit seinem zweiten Major-Turniersieg der Belgier Dimitri Van den Bergh, der im Finale den amtierenden Weltmeister Luke Humphries mit 11:10 bezwang.

## Format
Das Turnier wurde im K.-o.-System ausgetragen. In der ersten Runde traten die 64 am niedrigsten gerankten Spieler in 32 Spielen gegeneinander an. Die Gewinner trafen in der zweiten Runde auf die Spieler 65–96 der PDC Order of Merit. In der dritten Runde stießen dann die Spieler 33–64 der PDC Order of Merit dazu und in der vierten Runde die restlichen Spieler (1–32 der PDC Order Of Merit).
Gespielt wurde in den ersten drei Runden im Modus best of 11 legs. Von der vierten Runde an bis einschließlich dem Viertelfinale wurde im Modus best of 19 legs gespielt. Die Halbfinals und das Finale wurden im Modus best of 21 legs ausgetragen.
Während der ersten vier Runden wurde an acht Scheiben gleichzeitig gespielt, während der fünften an vier, im Achtelfinale an zwei und ab dem Viertelfinale an einer.

## Preisgeld
Das Preisgeld wurde wie folgt verteilt:
| Position          | Preisgeld |
| ----------------- | --------- |
| Gewinner          | £ 110.000 |
| Finalist          | £ 50.000  |
| Halbfinalisten    | £ 30.000  |
| Viertelfinalisten | £ 15.000  |
| Achtelfinalisten  | £ 10.000  |
| Letzte 32         | £ 5.000   |
| Letzte 64         | £ 2.500   |
| Letzte 96         | £ 1.500   |
| Letzte 128        | £ 1.000   |

## Teilnehmer
Für das Turnier qualifizierten sich die Tour-Card-Inhaber der PDC Pro Tour 2024, die (nicht anderweitig qualifizierten) Top 8 der Challenge Tour Order of Merit 2023 und die Top 8 der Development Tour Order of Merit 2023. Die restlichen 16 Plätze wurden über die sogenannten Riley’s Amateur Qualifiers vergeben, die in verschiedenen Sportsbars in England ausgetragen wurden. Die Tour Card Holder wurden anhand ihrer Position in der PDC Order of Merit am 20. Februar 2024, also nach den Players Championships 3 und 4, gesetzt.
PDC Order of Merit Plätze 1–32
- Die Top 32 stiegen in der 4. Runde ein.

1. Luke Humphries
2. Michael van Gerwen
3. Michael Smith
4. Nathan Aspinall
5. Gerwyn Price
6. Rob Cross
7. Danny Noppert
8. Peter Wright
9. Jonny Clayton
10. Dave Chisnall
11. Damon Heta
12. Dirk van Duijvenbode
13. Joe Cullen
14. Dimitri Van den Bergh
15. Chris Dobey
16. Ross Smith

1. Stephen Bunting
2. Ryan Searle
3. Andrew Gilding
4. James Wade
5. Josh Rock
6. Gabriel Clemens
7. Martin Schindler
8. Krzysztof Ratajski
9. Gary Anderson
10. José de Sousa
11. Brendan Dolan
12. Daryl Gurney
13. Raymond van Barneveld
14. Luke Littler
15. Scott Williams
16. Kim Huybrechts

PDC Order of Merit Plätze 33–64
- Die Top 33 bis 64 stiegen in der 3. Runde ein.

1. Callan Rydz
2. Madars Razma
3. Martin Lukeman
4. Ricardo Pietreczko
5. Ryan Joyce
6. Luke Woodhouse
7. Mike De Decker
8. Jim Williams
9. Gian van Veen
10. William O’Connor
11. Keane Barry
12. Alan Soutar
13. Simon Whitlock
14. Ricky Evans
15. Jermaine Wattimena
16. Rowby-John Rodriguez

1. Matt Campbell
2. Steve Beaton
3. Adrian Lewis 1
4. Mickey Mansell
5. Boris Krčmar
6. Cameron Menzies
7. Vincent van der Voort
8. Mensur Suljović
9. Jamie Hughes
10. Ritchie Edhouse
11. Florian Hempel
12. Adam Gawlas
13. Ryan Meikle
14. Kevin Doets
15. Ian White
16. Mervyn King

PDC Order of Merit Plätze 65–96
- Die Top 65 bis 96 stiegen in der 2. Runde ein.

1. Richard Veenstra
2. Niels Zonneveld
3. Lee Evans
4. Dylan Slevin
5. Keegan Brown
6. Maik Kuivenhoven
7. Stephen Burton
8. Jeffrey de Zwaan
9. Daniel Klose
10. Karel Sedláček
11. Arron Monk
12. Robert Owen
13. Jeffrey Sparidaans
14. Pascal Rupprecht
15. Jurjen van der Velde
16. Nick Kenny

1. Adam Smith-Neale
2. Graham Hall
3. Graham Usher
4. Josh Payne
5. Ronny Huybrechts
6. Geert Nentjes
7. Owen Roelofs
8. Danny van Trijp
9. Adam Warner
10. Robbie Knops
11. Christian Perez
12. Callum Goffin
13. Steve Lennon
14. Berry van Peer
15. James Hurrell
16. Mario Vandenbogaerde

PDC Order of Merit Plätze 97–128
- Die Top 97 bis 128 stiegen in der 1. Runde ein.

1. Andy Baetens
2. Leighton Bennett
3. Jacques Labre
4. Paul Krohne
5. Wessel Nijman
6. Matthew Dennant
7. Michele Turetta
8. Rhys Griffin
9. Nathan Rafferty
10. Thibault Tricole
11. Adam Hunt 1
12. Chris Landman
13. Lukas Wenig
14. Brett Claydon
15. William Borland
16. Patrick Geeraets

1. Haupai Puha
2. Darren Beveridge
3. Danny Lauby
4. Radek Szagański
5. Dom Taylor
6. Jitse van der Wal
7. Owen Bates
8. George Killington
9. Joshua Richardson
10. Benjamin Drue Reus
11. Jules van Dongen
12. Jeffrey de Graaf
13. Jelle Klaasen
14. Martijn Dragt
15. Robert Grundy
16. Tim Wolters

Challenge Tour Order of Merit Plätze 1–8
- Die Challenge-Tour-Qualifikanten stiegen in der 1. Runde ein.

1. John Henderson
2. Andy Boulton
3. Christian Kist
4. Wesley Plaisier

1. Darryl Pilgrim
2. Scott Mitchell
3. Conan Whitehead
4. Ron Meulenkamp

Development Tour Order of Merit Plätze 1–8
- Die Development-Tour-Qualifikanten stiegen in der 1. Runde ein.

1. Sebastian Białecki
2. Rusty-Jake Rodriguez
3. Bradley Brooks
4. Cam Crabtree

1. Jarred Cole
2. Bradly Roes
3. Christopher Toonders
4. Dominik Grüllich

| Minehead |

| Chorlton-cum-Hardy |

| Chester |

| City of Westminster |

| Norwich |

| Liverpool |

| Solihull |

| Benfleet |

| Coventry |

| Harlow |

| Aberdeen |

| Minehead |

| Chorlton-cum-Hardy |

| Chester |

| City of Westminster |

| Norwich |

| Liverpool |

| Solihull |

| Benfleet |

| Coventry |

| Harlow |

| Aberdeen |

| Minehead |

| Chorlton-cum-Hardy |

| Chester |

| City of Westminster |

| Norwich |

| Liverpool |

| Solihull |

| Benfleet |

| Coventry |

| Harlow |

| Aberdeen |

| Minehead |

| Chorlton-cum-Hardy |

| Chester |

| City of Westminster |

| Norwich |

| Liverpool |

| Solihull |

| Benfleet |

| Coventry |

| Harlow |

| Aberdeen |

Riley’s Amateur Qualifiers
- Die Riley’s-Amateur-Qualifikanten stiegen in der 1. Runde ein.[3]

- David Sumner (Chester)
- Johnny Haines (Coventry)
- Ashley Coleman (Norwich)
- Jenson Walker (Solihull)
- Harry Lane (City of Westminster)
- Harry Gregory (Liverpool)
- Connor Scutt (Harlow)
- Michael Taylor (Chorlton-cum-Hardy)

- Jason Hogg (Aberdeen)
- Joe Croft (Benfleet)
- Jack Male (Liverpool)
- Leonard Gates (City of Westminster)
- Thomas Lovely (Chorlton-cum-Hardy)
- Brandon Western (Norwich)
- Kevin Burness (Liverpool)
- Tom Lonsdale (Coventry)

## Spielplan

### Runden 1 bis 5

#### Runde 1
1. März – best of 11 legs

| Nr. | Spieler 1                  | Ergebnis | Spieler 2                |  | Nr. | Spieler 1                | Ergebnis | Spieler 2               |
| --- | -------------------------- | -------- | ------------------------ |  | --- | ------------------------ | -------- | ----------------------- |
| 1   | Jacques Labre              |          | Freilos                  |  | 2   | Christian Kist 86,73     | 3 : 6    | Patrick Geeraets 87,22  |
| 3   | Matthew Dennant 98,63      | 6 : 4    | Jeffrey de Graaf 95,18   |  | 4   | Conan Whitehead 93,64    | 4 : 6    | Leonard Gates 93,42     |
| 5   | Dom Taylor 82,11           | 6 : 5    | Brandon Western 81,33    |  | 6   | Lukas Wenig 83,46        | 4 : 6    | Tom Lonsdale 93,85      |
| 7   | Jarred Cole                |          | Freilos                  |  | 8   | Leighton Bennett 97,38   | 4 : 6    | Scott Mitchell 95,57    |
| 9   | Danny Lauby 86,28          | 6 : 3    | Nathan Rafferty 82,87    |  | 10  | Kevin Burness 93,78      | 4 : 6    | John Henderson 87,49    |
| 11  | Owen Bates 92,28           | 6 : 5    | Andy Boulton 88,02       |  | 12  | Connor Scutt 84,42       | 5 : 6    | Wesley Plaisier 85,86   |
| 13  | Jules van Dongen 90,44     | 5 : 6    | Thibault Tricole 90,14   |  | 14  | Jack Male 80,97          | 6 : 5    | Martijn Dragt 79,50     |
| 15  | Ashley Coleman 84,56       | 3 : 6    | Tim Wolters 91,74        |  | 16  | Brett Claydon 90,31      | 6 : 4    | Thomas Lovely 90,77     |
| 17  | Bradly Roes 81,12          | 4 : 6    | Benjamin Drue Reus 85,54 |  | 18  | Haupai Puha 89,50        | 6 : 4    | Jelle Klaasen 90,12     |
| 19  | Jitse van der Wal 94,56    | 3 : 6    | Johnny Haines 95,62      |  | 20  | Sebastian Białecki 89,71 | 4 : 6    | Jenson Walker 88,46     |
| 21  | Bradley Brooks 90,04       | 6 : 3    | Cam Crabtree 88,36       |  | 22  | Paul Krohne 77,05        | 5 : 6    | Michael Taylor 75,18    |
| 23  | Christopher Toonders 80,68 | 3 : 6    | Chris Landman 86,14      |  | 24  | George Killington 80,89  | 6 : 4    | Radek Szagański 76,92   |
| 25  | Rusty-Jake Rodriguez 86,91 | 1 : 6    | Ron Meulenkamp 96,19     |  | 26  | Harry Gregory 86,02      | 5 : 6    | Rhys Griffin 94,31      |
| 27  | Joe Croft 84,67            | 6 : 5    | William Borland 81,38    |  | 28  | Jason Hogg 89,78         | 4 : 6    | Darren Beveridge 87,64  |
| 29  | Harry Lane 92,89           | 6 : 1    | Dominik Grüllich 83,06   |  | 30  | Darryl Pilgrim 94,68     | 5 : 6    | Joshua Richardson 93,34 |
| 31  | Michele Turetta 84,99      | 3 : 6    | Robert Grundy 87,31      |  | 32  | David Sumner 81,54       | 3 : 6    | Wessel Nijman 93,55     |

#### Runde 2
1. März – best of 11 legs

| Nr. | Spieler 1                | Ergebnis | Spieler 2                  |  | Nr. | Spieler 1                  | Ergebnis | Spieler 2              |
| --- | ------------------------ | -------- | -------------------------- |  | --- | -------------------------- | -------- | ---------------------- |
| 1   | Niels Zonneveld 101,10   | 4 : 6    | Wessel Nijman 103,84       |  | 2   | Arron Monk 84,71           | 4 : 6    | Dylan Slevin 94,46     |
| 3   | Ronny Huybrechts 82,36   | 6 : 2    | Harry Lane 77,51           |  | 4   | Chris Landman 89,67        | 0 : 6    | Lee Evans 92,02        |
| 5   | James Hurrell 86,07      | 2 : 6    | Joe Croft 86,76            |  | 6   | Geert Nentjes 93,52        | 6 : 3    | Pascal Rupprecht 87,86 |
| 7   | Joshua Richardson 86,45  | 6 : 2    | Keegan Brown 78,11         |  | 8   | Berry van Peer 93,42       | 2 : 6    | Maik Kuivenhoven 99,28 |
| 9   | Darren Beveridge 88,75   | 4 : 6    | Scott Mitchell 94,52       |  | 10  | Jurjen van der Velde 87,37 | 4 : 6    | Jeffrey de Zwaan 92,94 |
| 11  | Rhys Griffin 82,94       | 3 : 6    | Leonard Gates 94,74        |  | 12  | Karel Sedláček 89,69       | 3 :6     | Robert Owen 97,29      |
| 13  | George Killington 89,22  | 6 : 5    | Robbie Knops 85,45         |  | 14  | Wesley Plaisier 93,29      | 6 : 2    | Haupai Puha 79,81      |
| 15  | Jacques Labre 82,52      | 6 : 4    | Steve Lennon 84,78         |  | 16  | Owen Bates 88,09           | 5 : 6    | Graham Usher           |
| 17  | Robert Grundy 82,85      | 5 : 6    | Jarred Cole 82,18          |  | 18  | Michael Taylor 81,13       | 6 : 2    | Graham Hall 78,77      |
| 19  | Jeffrey Sparidaans 76,09 | 2 : 6    | Christian Perez 91,88      |  | 20  | Jenson Walker 80,94        | 3 : 6    | Tim Wolters 87,55      |
| 21  | Daniel Klose 93,02       | 6 : 3    | Adam Warner 93,30          |  | 22  | Matthew Dennant 85,44      | 6 : 1    | Danny van Trijp 76,89  |
| 23  | Bradley Brooks 80,13     | 5 : 6    | Thibault Tricole 90,67     |  | 24  | Dom Taylor 82,42           | 5 : 6    | John Henderson 83,63   |
| 25  | Adam Smith-Neale 88,49   | 4 : 6    | Patrick Geeraets 86,08     |  | 26  | Jack Male 79,10            | 5 : 6    | Danny Lauby 76,20      |
| 27  | Tom Lonsdale 81,28       | 3 : 6    | Benjamin Drue Reus 85,47   |  | 28  | Callum Goffin 79,14        | 2 : 6    | Nick Kenny 84,66       |
| 29  | Andy Baetens 100,37      | 4 : 6    | Brett Claydon 96,10        |  | 30  | Owen Roelofs 80,37         | 6 : 1    | Stephen Burton 79,93   |
| 31  | Johnny Haines 82,43      | 3 : 6    | Mario Vandenbogaerde 84,38 |  | 32  | Josh Payne 93,40           | 6 : 5    | Ron Meulenkamp 91,59   |

#### Runde 3
1. März – best of 11 legs

| Nr. | Spieler 1                   | Ergebnis | Spieler 2               |  | Nr. | Spieler 1                  | Ergebnis | Spieler 2                |
| --- | --------------------------- | -------- | ----------------------- |  | --- | -------------------------- | -------- | ------------------------ |
| 1   | Mike De Decker 91,58        | 6 : 3    | Wessel Nijman 88,16     |  | 2   | Nick Kenny 93,84           | 6 : 5    | Matt Campbell 90,00      |
| 3   | Benjamin Drue Reus 94,00    | 6 : 5    | Callan Rydz 93,37       |  | 4   | Maik Kuivenhoven 89,59     | 5 : 6    | Simon Whitlock 90,31     |
| 5   | Steve Beaton 85,58          | 5 : 6    | Josh Payne 87,77        |  | 6   | Martin Lukeman 102,34      | 6 : 5    | Jermaine Wattimena 97,59 |
| 7   | Gian van Veen 94,83         | 6 : 3    | John Henderson 87,80    |  | 8   | Alan Soutar 90,04          | 4 : 6    | Brett Claydon 87,09      |
| 9   | Mervyn King 91,36           | 6 : 4    | George Killington 89,82 |  | 10  | William O’Connor 88,29     | 0 : 6    | Mensur Suljović 90,18    |
| 11  | Graham Usher 87,87          | 6 : 3    | Ronny Huybrechts 86,20  |  | 12  | Robert Owen 92,54          | 5 : 6    | Kevin Doets 90,05        |
| 13  | Thibault Tricole 86,70      | 3 : 6    | Cameron Menzies 102,91  |  | 14  | James Richardson 91,20     | 6 : 5    | Jamie Hughes 94,88       |
| 15  | Keane Barry 92,54           | 6 : 4    | Joe Croft 92,23         |  | 16  | Tim Wolters 86,87          | 6 : 4    | Ryan Joyce 90,53         |
| 17  | Ryan Meikle 87,62           | 6 : 3    | Geert Nentjes 81,06     |  | 18  | Matthew Dennant 86,31      | 5 : 6    | Scott Mitchell 88,63     |
| 19  | Jim Williams 84,89          | 2 : 6    | Leonard Gates 92,35     |  | 20  | Adam Gawlas 96,97          | 6 : 0    | Jarred Cole 85,60        |
| 21  | Owen Roelofs 85,37          | 1 : 6    | Richard Veenstra 90,82  |  | 22  | Ricky Evans 90,77          | 6 : 3    | Lee Evans 88,57          |
| 23  | Danny Lauby 89,39           | 6 : 2    | Jacques Labre 80,70     |  | 24  | Ricardo Pietreczko 83,98   | 6 : 3    | Michael Taylor 83,18     |
| 25  | Boris Krčmar 95,94          | 6 : 1    | Ritchie Edhouse 87,06   |  | 26  | Wesley Plaisier 81,94      | 3 : 6    | Daniel Klose 84,88       |
| 27  | Luke Woodhouse 93,32        | 6 : 4    | Dylan Slevin 94,34      |  | 28  | Jeffrey de Zwaan 89,97     | 1 : 6    | Patrick Geeraets 101,21  |
| 29  | Mario Vandenbogaerde 92,56  | 2 : 6    | Florian Hempel 96,71    |  | 30  | Mickey Mansell 94,42       | 6 : 4    | Ian White 88,67          |
| 31  | Vincent van der Voort 91,28 | 6 : 4    | Christian Perez 90,12   |  | 32  | Rowby-John Rodriguez 88,16 | 6 : 4    | Madars Razma 87,84       |

#### Runde 4
1. März – best of 19 legs

| Nr. | Spieler 1                  | Ergebnis | Spieler 2                   |  | Nr. | Spieler 1                   | Ergebnis | Spieler 2              |
| --- | -------------------------- | -------- | --------------------------- |  | --- | --------------------------- | -------- | ---------------------- |
| 1   | Ryan Searle 92,14          | 09 : 10  | Graham Usher 91,62          |  | 2   | Josh Payne 86,99            | 07 : 10  | Andrew Gilding 94,21   |
| 3   | Kevin Doets 94,89          | 10 : 60  | Daniel Klose 88,19          |  | 4   | Michael van Gerwen 92,37    | 07 : 10  | Mensur Suljović 90,98  |
| 5   | Ross Smith 98,98           | 10 : 80  | Daryl Gurney 90,93          |  | 6   | Scott Mitchell 93,00        | 06 : 10  | Nathan Aspinall 96,64  |
| 7   | Ryan Meikle 85,08          | 10 : 60  | Brett Claydon 85,59         |  | 8   | Benjamin Drue Reus 88,84    | 10 : 70  | José de Sousa 85,25    |
| 9   | Chris Dobey 99,39          | 10 : 30  | Mickey Mansell 93,52        |  | 10  | Danny Noppert 99,83         | 10 : 80  | Gabriel Clemens 97,83  |
| 11  | Danny Lauby 86,18          | 03 : 10  | Stephen Bunting 92,84       |  | 12  | Scott Williams 96,53        | 04 : 10  | Ricky Evans 96,53      |
| 13  | Kim Huybrechts 85,08       | 06 : 10  | Keane Barry 92,58           |  | 14  | Michael Smith 93,59         | 10 : 70  | Joe Cullen 97,53       |
| 15  | Rowby-John Rodriguez 83,38 | 03 : 10  | Rob Cross 96,68             |  | 16  | Simon Whitlock 84,92        | 08 : 10  | Damon Heta 95,60       |
| 17  | Cameron Menzies 90,84      | 05 : 10  | Gary Anderson 96,35         |  | 18  | Raymond van Barneveld 93,49 | 09 : 10  | Luke Woodhouse 94,62   |
| 19  | Gerwyn Price 99,54         | 09 : 10  | Martin Schindler 98,93      |  | 20  | Jonny Clayton 83,57         | 10 : 90  | Tim Wolters 85,86      |
| 21  | James Wade 95,90           | 07 : 10  | Luke Littler 101,81         |  | 22  | Leonard Gates               | 05 : 10  | Martin Lukeman         |
| 23  | Brendan Dolan 94,66        | 08 : 10  | Dimitri Van den Bergh 99,80 |  | 24  | Gian van Veen 90,97         | 10 : 70  | Florian Hempel 90,56   |
| 25  | Mike De Decker 96,12       | 10 : 60  | Richard Veenstra 90,86      |  | 26  | Dirk van Duijvenbode 95,69  | 07 : 10  | Luke Humphries 101,16  |
| 27  | Nick Kenny 89,39           | 04 : 10  | Dave Chisnall 92,14         |  | 28  | Krzysztof Ratajski 94,19    | 10 : 40  | Adam Gawlas 92,19      |
| 29  | Joshua Richardson 94,32    | 03 : 10  | Peter Wright 94,28          |  | 30  | Josh Rock 98,30             | 10 : 50  | Patrick Geeraets 88,18 |
| 31  | Mervyn King 95,63          | 10 : 30  | Ricardo Pietreczko 98,34    |  | 32  | Vincent van der Voort 84,82 | 10 : 50  | Boris Krčmar 82,55     |

#### Runde 5
2. März – best of 19 legs

| Nr. | Spieler 1                   | Ergebnis | Spieler 2                   |  | Nr. | Spieler 1                | Ergebnis | Spieler 2             |
| --- | --------------------------- | -------- | --------------------------- |  | --- | ------------------------ | -------- | --------------------- |
| 1   | Ricky Evans 97,23           | 10 : 50  | Mike De Decker 94,17        |  | 2   | Peter Wright 101,56      | 10 : 10  | Andrew Gilding 89,75  |
| 3   | Luke Littler 101,86         | 10 : 80  | Martin Schindler 98,25      |  | 4   | Stephen Bunting 93,76    | 10 : 90  | Kevin Doets 92,22     |
| 5   | Michael Smith 96,00         | 09 : 10  | Luke Woodhouse 97,45        |  | 6   | Dave Chisnall 98,67      | 10 : 60  | Mensur Suljović 91,67 |
| 7   | Vincent van der Voort 85,95 | 06 : 10  | Dimitri Van den Bergh 96,41 |  | 8   | Gary Anderson 92,72      | 10 : 50  | Chris Dobey 89,69     |
| 9   | Graham Usher 84,20          | 07 : 10  | Gian van Veen 93,57         |  | 10  | Rob Cross 105,19         | 10 : 40  | Josh Rock 98,51       |
| 11  | Jonny Clayton 92,93         | 10 : 80  | Ross Smith 97,49            |  | 12  | Benjamin Drue Reus 89,51 | 03 : 10  | Luke Humphries 101,01 |
| 13  | Damon Heta 96,47            | 10 : 90  | Nathan Aspinall 94,64       |  | 14  | Martin Lukeman 98,84     | 10 : 90  | Danny Noppert 97,93   |
| 15  | Keane Barry 92,50           | 10 : 30  | Ryan Meikle 85,12           |  | 16  | Krzysztof Ratajski 88,83 | 09 : 10  | Mervyn King 88,97     |

#### Achtelfinale
2. März – best of 19 legs

| Nr. | Spieler 1           | Ergebnis | Spieler 2                   |  | Nr. | Spieler 1             | Ergebnis | Spieler 2            |
| --- | ------------------- | -------- | --------------------------- |  | --- | --------------------- | -------- | -------------------- |
| 1   | Peter Wright 95,86  | 09 : 10  | Stephen Bunting 99,86       |  | 2   | Mervyn King 88,23     | 04 : 10  | Luke Humphries 99,93 |
| 3   | Jonny Clayton 92,90 | 07 : 10  | Dimitri Van den Bergh 90,06 |  | 4   | Damon Heta 93,94      | 10 : 80  | Gian van Veen 95,21  |
| 5   | Ricky Evans 91,50   | 10 : 60  | Luke Woodhouse 91,00        |  | 6   | Martin Lukeman 100,33 | 10 : 50  | Gary Anderson 102,57 |
| 7   | Rob Cross 96,64     | 10 : 40  | Keane Barry 91,34           |  | 8   | Luke Littler 103,38   | 10 : 50  | Dave Chisnall 101,63 |

#### Viertelfinale
3. März – best of 19 legs

| Nr. | Spieler 1             | Ergebnis | Spieler 2             |  | Nr. | Spieler 1            | Ergebnis | Spieler 2                   |
| --- | --------------------- | -------- | --------------------- |  | --- | -------------------- | -------- | --------------------------- |
| 1   | Stephen Bunting 98,07 | 02 : 10  | Luke Humphries 102,02 |  | 2   | Ricky Evans 85,68    | 10 : 70  | Rob Cross 87,45             |
| 3   | Damon Heta 106,04     | 10 : 80  | Luke Littler 104,77   |  | 4   | Martin Lukeman 95,56 | 05 : 10  | Dimitri Van den Bergh 93,91 |

#### Halbfinale und Finale
3. März – best of 21 legs

|  | Halbfinale                  | Halbfinale |                             |                      | Finale | Finale |
|  |                             |            |                             |                      |        |        |
|  |                             |            |                             |                      |        |        |
|  | Dimitri Van den Bergh 96,32 | 11         |                             |                      |        |        |
|  | Damon Heta 95,55            | 6          |                             |                      |        |        |
|  |                             |            | Dimitri Van den Bergh 95,18 | 11                   |        |        |
|  |                             |            |                             | Luke Humphries 96,07 | 10     |        |
|  | Luke Humphries 98,86        | 11         |                             |                      |        |        |
|  | Ricky Evans 87,41           | 2          |                             |                      |        |        |
|  |                             |            |                             |                      |        |        |

## Interessantes
- Mit James Wade und Steve Beaton nahmen zwei Spieler an dem Turnier teil, die bisher an jeder Austragung der UK Open teilgenommen haben. Der 59-jährige Beaton hatte bereits vorher erklärt, seine Karriere nach der Saison 2024 beenden zu wollen.[4] Er verlor sein erstes Spiel gegen Josh Payne.
- Mit elf deutschen Teilnehmern wurde der bisherige Rekord von acht (2022) deutlich überboten. Sechs von ihnen erreichten mindestens die vierte Runde. Hierbei lag der alte Bestwert bei drei (2019, 2022 und 2023).
- Die Viertrundenpartie zwischen dem Australier Simon Whitlock und seinem Landsmann Damon Heta wurde im laufenden 18. Leg unterbrochen, da Whitlock die Toilette aufsuchen musste. Bei seiner Rückkehr wurde er vom Publikum mit ironischen Gesängen empfangen. Heta gewann das Leg und siegte so mit 10:8.[5]
- Im Viertrundenspiel Leonard Gates gegen Martin Lukeman wurden zeitweise für beide Spieler Three-Dart-Averages im 150er-Bereich angezeigt, wobei es sich aber um einen Fehler handelte.[6]

## Übertragung
Alle Spiele wurden über PDCTV, den hauseigenen Streaming-Dienst der Professional Darts Corporation, übertragen. Die Hauptbühnenpartien wurden in Deutschland, Österreich und der Schweiz live von DAZN und Sport1 übertragen.